# تشيستر لا فوليت
تشيستر لا فوليت (بالإنجليزية: Chester La Follette)‏ هو رسام أمريكي، ولد في 31 مارس 1897، وتوفي في 24 مايو 1993.